# Xã Pendleton, Quận Jefferson, Illinois
Xã Pendleton (tiếng Anh: Pendleton Township) là một xã thuộc quận Jefferson, tiểu bang Illinois, Hoa Kỳ. Năm 2010, dân số của xã này là 1.206 người.